# Ohmden
Ohmden – miejscowość i gmina w Niemczech, w kraju związkowym Badenia-Wirtembergia, w rejencji Stuttgart, w regionie Stuttgart, w powiecie Esslingen, wchodzi w skład wspólnoty administracyjnej Weilheim an der Teck. Leży na przedpolu Jury Szwabskiej, ok. 20 km na południowy wschód od centrum Esslingen am Neckar.

## Demografia
- 1634: 200
- 1813: 700
- 1961: 1 026
- 2005: 1 714